# ゲゲゲの鬼太郎 妖怪創造主現る!
『ゲゲゲの鬼太郎 妖怪創造主現る!』（ゲゲゲのきたろう ようかいそうぞうしゅあらわる）は、1996年12月13日に日本の、バンダイから発売されたゲームボーイ用ロールプレイングゲーム。
漫画『ゲゲゲの鬼太郎』（1965年 - 1997年）を題材としており、主人公の鬼太郎を操作して事件を調査し解決する事が目的となっている。戦闘シーンでは1対1で仲間の妖怪を入れ替えながら戦う。
開発はアクトジャパンが行い、企画はスーパーファミコン用ソフト『大爆笑!!人生劇場 〜ずっこけサラリーマン編〜』（1995年）を手掛けたはただまなぶ、音楽はスーパーファミコン用ソフト『ダライアスフォース』（1993年）を手掛けたわたなべよしおが担当している。

## ゲーム内容
本作は4つのシナリオで構成されており、各地から妖怪ポストに舞い込んでくる依頼を鬼太郎が仲間の妖怪たちと協力し、解決していく。鬼太郎ファミリーのデザインはアニメ第4作に準ずるが、登場妖怪の一部や後半のシナリオは、原作シリーズ「鬼太郎国盗り物語」をアレンジしている（題名の「創造主」も「国盗り物語」のボスの名）。
シナリオを進行していくにつれ、各地に出現する妖怪たちを鬼太郎の味方にすることが出来る。その条件はイベント会話やイベント戦の直後、戦闘に勝利した際に一定の確率で発動、各地にある神社や公園などに着くと仲間になる条件を満たすことでなったりと多種多様なものとなっている。
また、レベルが上がるにつれて技を覚えていく他、体力や妖力の色も変化していく。ただし、攻撃力や防御力などの各種パラメータは画面上には表示されず、ダメージ量で判断するしか方法がない。
細部には異なる点があるものの、全体的には「妖怪版ポケモン」と言えるほど戦闘画面の構図から妖怪図鑑にいたるまで、いろんな点が似た作りになっているとフリーライターの龍田優貴は指摘している。

## 登場妖怪

### パーティー妖怪
基本的にゲーム内では平仮名、片仮名で表示される。
鬼太郎
主人公で、能力はそこそこ高め。本作では鬼太郎が倒されると、パーティーの残り人数を問わず即ゲームオーバーになる。
猫娘
ストーリー序盤から加入する。レベルが上がるとひっかき攻撃などのお馴染みの技を覚えていくが、攻撃力は低め。
砂かけばばあ
ストーリー途中から加入。レベルが上がると回復技を習得する。
子泣き爺
ストーリー途中から加入。レベルが上がると石化攻撃などお馴染みの技を覚えていく。
一反木綿
ストーリー途中から登場。シナリオ1にて民家でうわんとあまのじゃくに襲われていた所を鬼太郎に助けられた後、パーティーに加入する。
ぬりかべ
ストーリー途中から登場。防御力が高めで、長期戦では非常に重宝する存在。
ねずみ男
ストーリー序盤から登場。当初は鬼太郎の前に現れては勝負を仕掛けてくるが、シナリオ3にて改心した後にパーティーに加入する。加入時のレベルは鬼太郎の仲間妖怪で最も高い。

### その他の妖怪
太字はイベント妖怪とボス妖怪。
- 土蜘蛛
- 輪入道
- 五徳猫
- 小ネズミ
- 中ネズミ
- 大ネズミ
- 旧鼠王
- 呼子
- 油すまし
- 朧車
- 白蔵主
- うわん
- 天邪鬼
- 栄螺鬼
- トモカヅキ
- 岸涯小僧
- ひょうすべ
- カニじん
- 蟹坊主
- 河童
- 水虎
- 人魚
- 海女房
- 白うねり
- 垢嘗め
- 八百比丘尼（やおびくに）
- 磯女
- 骸骨の兵士
- こうもり男
- つるべ火
- 烏天狗
- 一つ目
- 見上げ入道
- 朱の盆
- 狒々
- がごぜ
- リニュー
- 砂漠ザメ
- やどかりマンモス
- 魔道士（まどうし）
- 獣人
- ヒザマ
- 名称不明
- シーサー
- 毛羽毛現
- 竜仙人（りゅうせんにん）
- 雷虎（らいこ）
- 目玉おやじ

## スタッフ
- プロダクション・マネージャー：間庭英作
- エグゼクティブ・プロデューサー：深城賢
- メイン・プロデューサー：柳川絵奈
- アシスタント・プロデューサー：磯貝健夫
- 企画：はただまなぶ
- グラフィック：龍石堂浩二
- プログラム：たじませいいち
- 音楽：わたなべよしお
- サウンド・プログラマー：くさつきよし
- スペシャル・サンクス：高橋章二、今西智明、高橋一陽、河阪由美子、みずのまさる、ひろたれいこ、のだあつし

## 評価
ゲーム誌『ファミ通』の「クロスレビュー」では合計20点（満40点）、『ファミリーコンピュータMagazine』の読者投票による「ゲーム通信簿」での評価は以下の通りとなっており、19.5点（満30点）となっている。
| 項目 | キャラクタ | 音楽 | お買得度 | 操作性 | 熱中度 | オリジナリティ | 総合 |
| 得点 | 3.5        | 3.1  | 3.2      | 3.0    | 3.3    | 3.3            | 19.5 |